# Теодор Крачун
Теодор Димитријевић Крачун или и Крачун (Крачуновић) Теодор (друга четвртина 18. века — Сремска Каменица или Сремски Карловци, 10. април 1781) био је сликар, иконограф и портретиста и један од најзначајнијих српских барокних сликара 18. века. Стварао је у Војводини. У свом делу је комбиновао традиционални ликовни језик са уметничким схватањима барока и рококоа. За њега се 1942. године каже: "превазилази све претходнике...први стварни мајстор међу новијим српским сликарима, неоспорна слава српског барока".

## Биографија
Захарије Орфелин његов колега сликар, га назива у једном писму "ветрогоњом", због његове грамзивости, када је реч о склапању послова. Звали су га и "Сегединац".

## Крачун
Надимак Крачун се погрешно везује само за Румуне, који тим именом "Craciun" зову хришћански празник Божић. Код Румуна се реч изводи из латинског израза "creation" (стварање) или "calatio" (сазивање народа од стране свештеника првог дана месеца). Божић се слично назива и код других народа, попут Мађара - "Karácsony" али и словенских народа. Тако, Словаци кажу - "Kračun", Бугари - "Крачун/ец", Руси - "Корочун". Сматра се да реч "крачун" ипак словенског порекла, изведена од глагола "корчити" тј. коракнути, ући у нови период. Та прасловенска, паганска реч се у говору код Срба изгубила, јер га је потпуно потиснуо хришћански термин "Божић" тј. "мали Бог". Његово постојање се међутим још јавља код крсног имена "Крачун", или у називу села у Србији "Крачуниште". У једном осврту на симболику хришћанских празника, тумачењем руског и белоруског термина, доводи се у везу израз "крачун", по значењу са - "празником мртвих".

## Дело
Крачун је сигурно после својих учитеља иконографа учио и у бечкој Сликарској академији као и његов пријатељ сликар Јаков Орфелин. Позната је икона Св. Јована у цркви манастира Ђипше, коју је урадио 1753. године. Помагао је Димитрију Бачевићу мајстору, током рада на иконостасу манастирске цркве у Крушедолу; касније и Беочина. Зна се да је сликао иконостасе у сремским селима Нештину и Лаћарку, у манастиру Привиној Глави, у Сомбору (са Исајловићем), стари иконостас у капели карловачке митрополије, као и да је иконостас карловачке саборне цркве радио са Јаковом Орфелином. По једном опису Бачке из 1866. године, наводи се да је он радио иконостас и у месту Богчиновац код Апатина, пре 1760. године. Када су Срби из шанца Богчиновца прешли у Стапар, пренели су иконе са иконостаса и царске двери из своје напуштене цркве. Како се чини да се по оцу звао и Димитријевић постоје записи да је сликао и у Беочину и Крушедолу.
Крачун се бавио и портретисањем и један свој портрет Павла Ненадовића дао је у Бечу да се изреже у бакру. Сматра се да ће се наћи још неки од радова Крачуна али и по овим који су познати зна се да је он био један од наших најбољих мајстора у 18. веку. Крачун се придржавао старинског српско- византијског стила зоографисања а на својим портретима бележи вештину западне уметности портретисања и за оно време показује необичне квалитете и његов кист по некада делује зачуђујућом импресионистичком крепкошћу.
Сликао је следеће иконостасе:
- Манастир Беочин (1766)
- Манастир Хопово (1770)
- Сомбор - Ђорђијевска црква (1772)
- Лаћарак и Нештин (1773)
- Сремска Митровица (1775)
- Сусек (1779)
- Саборна црква у Сремским Карловцима (1780—1781), заједно са Јаковом Орфелином

Такође је сликао портрете: митрополита Павла Ненадовића, Јована Ђорђевића, Викентија Јовановића-Видака.

## Галерија
- Крачун - Покров Пресвете Богородице, Српски музеј у Сентандреји
- Tеодор Крачун - Крштење Христово (Галерија Матице српске)
- Теодор Крачун - Налажење Мојсија (Галерија Матице српске)